# Боракчин-хатун
Боракчин-хатун (Буракчин, Боракшин; ? — 1257) — старшая жена Бату, регент Улуса Джучи при малолетнем Улагчи (1256—1257). Согласно арабским источникам, обладала «обширным умом и умением распоряжаться».

## Биография
Боракчин происходила из алчи-татар, одного из татарских племён, кочевавших на востоке Монголии и большей частью уничтоженных по приказу Чингисхана в 1202 году. В летописи Рашид ад-Дина упоминается с таким же именем старшая жена Угэдэя. Существует мнение (не подтверждаемое источниками) об их тождественности: Боракчин после смерти Угэдэя (1241) и захвата власти Туракиной (Дорэгэнэ) могла бежать к Бату, враждебному Туракине и её сыну Гуюку. Самое раннее сообщение о Боракчин как супруге Бату датируется 1250 годом: в Галицко-Волынской летописи рассказывается, что Даниил Галицкий, впервые приехавший в ставку Бату, после приёма у самого правителя идёт «поклониться царице Баракчин».
Достоверно неизвестно, кто из 26 жён Бату был матерью его сыновей Сартака, Тукана (Тогана, Тукукана) и Абукана. Считается, что сыном Боракчин был Сартак, но подтверждений этому в источниках нет. Матерью Тукана Боракчин быть не могла, так как вышла за него замуж после смерти Бату (1255/1256) и, возможно, родила Туда-Мункэ.
После скоропостижной смерти Сартака, наследовавшего Бату, Боракчин, по приказу каана Мункэ, была назначена правительницей улуса до наступления совершеннолетия Улагчи, сына Сартака. Улагчи также в скором времени скончался. Пытаясь не допустить прихода к власти Берке, вероятного виновника смерти Сартака и Улагчи, Боракчин решила возвести на престол своего сына Туда-Мункэ и сохранить за собой положение регента .
Это предположение основывается на сообщении арабского автора XIV века Ан-Нувайри, согласно которому:«Боракшин, жена Тогана… захотела, чтобы власть над Северными странами после смерти Сартака досталась сыну её, Тудаменгу. Она обладала обширным умом и умением распоряжаться. Но с нею не согласились на это ни ханы, сыновья Батухана, дяди сына её, ни темники. Увидев это их сопротивление, она вошла в сношения с Хулаку, сыном Тули, послала к нему стрелу без перьев и кафтан без пояса и отправила к нему (посла) сказать: «нет более стрелы в колчане, и налучье осталось без лука, приходи, чтобы принять царство». Потом она отправилась вслед за послом и старалась добраться до Хулаку и привести его в страны Северные. Народ, узнав, что она замышляет, послал вслед за нею, вернул ее, несмотря на сопротивление с её стороны, и убил её».
На основании этого сообщения российский историк Е. П. Мыськов сделал вывод о том, что Боракчин после смерти Бату вышла замуж за его второго сына Тукана и вскоре произвела на свет Туда-Мункэ (Туда-Менгу), которого и попыталась посадить на трон.  Версию о том, что  Боракчин была матерью Туда-Мункэ и собиралась возвести на престол именно его, не подвергали сомнению и более ранние исследователи.
Тем не менее, впоследствии Р. Ю. Почекаев предположил, что это сообщение Ан-Нувайри не заслуживает доверия сразу по нескольким причинам. Во-первых, Туда-Мункэ был не самым старшим сыном Тукана – у него были двое старших братьев, каждый из которых имел больше прав на трон Золотой Орды. Во-вторых, согласно такому осведомлённому источнику, как Рашид ад-Дин, матерью Туда-Мункэ (как и его старшего брата Менгу-Тимура) была вовсе не Боракчин, а некая Кучу-хатун из племени ойрат.
К тому же другой арабский историк, Ибн Халдун, сообщая об этих событиях, указывает в качестве ставленника Боракчин не её пасынка (по версии Ан-Нувайри -- сына) Туда-Мункэ, а её нового мужа Тукана (другие варианты имени – Тудан или Тудакан) – сына Бату и отца Туда-Мункэ.
Кого бы Боракчин не решила возвести на престол, её не поддержала монгольская аристократия Улуса Джучи. Это заставило Боракчин обратиться за помощью к воевавшему в Иране Хулагу, брату каана. Но замысел её был раскрыт Берке, Боракчин была схвачена при попытке к бегству в Иран и казнена (1257).

## В художественной литературе
Боракчин является одним из персонажей дилогии Алексея Югова «Ратоборцы». Автор описывает её как «маленькую, кичливую, с птичьим голосом и лицом юного Будды монголку».

## Образ в кино
- Король Данило (Украина) (2018), режиссёр Тарас Химич. В роли Боракчин-хатун — Альбина Сотникова.